# 宋保亮
宋保亮（1975年1月19日—），男，汉族，河南林县人，中国生物化学家，现任武汉大学副校长，中国生物物理学会常务理事，2021年当选中国科学院院士。

## 简历
1997年毕业于南京大学生物科学与技术系；2002年取得中国科学院上海生命科学研究院生物化学与细胞生物学研究所博士；
2002到2005年在美国德克萨斯大学西南医学中心做博士后研究；
2005年进入中科院上海生命科学研究院生物化学与细胞生物学研究所任研究员、博士生导师。
2014年任武汉大学生命科学学院院长、教授。
2021年当选中国科学院生命科学和医学学部院士。
2022年8月，任武汉大学副校长。